# Вольная борьба на летней Спартакиаде народов СССР 1967
Соревнования по вольной борьбе в рамках IV летней Спартакиады народов СССР проходили в Москве с 30 июля по 2 августа 1967 года. Одновременно турнир имел статус 23-го Чемпионата СССР по вольной борьбе. В соревнованиях участвовало 136 борцов из 17 команд.

## Медалисты
| Весовая категория | Золото                                       | Серебро                                    | Бронза                                        |
| ----------------- | -------------------------------------------- | ------------------------------------------ | --------------------------------------------- |
| Наилегчайший вес  | Назар Албарян «Севан» (Ереван)               | Василий Мокан Вооружённые Силы (Кишинёв)   | Рамазан Самедов Вооружённые Силы (Баку)       |
| Легчайший вес     | Али Алиев «Спартак» (Махачкала)              | Виктор Чумаков Вооружённые Силы (Киев)     | Айдын Ибрагимов «Динамо» (Баку)               |
| Полулёгкий вес    | Елкан Тедеев «Динамо» (Орджоникидзе)         | Спартак Карсуалидзе «Динамо» (Тбилиси)     | А. Гусейнов Вооружённые Силы (Баку)           |
| Лёгкий вес        | Юрий Гусов Вооружённые Силы (Киев)           | Зарбег Бериашвили «Спартак» (Тбилиси)      | Юрий Тиньков «Локомотив» (Ленинград)          |
| Полусредний вес   | Юрий Шахмурадов Вооружённые Силы (Махачкала) | Гурам Сагарадзе «Динамо» (Тбилиси)         | Николай Аксёнов Вооружённые Силы (Минск)      |
| Средний вес       | Борис Гуревич Вооружённые Силы (Киев)        | Андрей Цховребов «Колмеурне» (Тбилиси)     | Гапиз Мусаев Вооружённые Силы (Казахская ССР) |
| Полутяжёлый вес   | Шота Ломидзе «Динамо» (Тбилиси)              | Владимир Гулюткин «Спартак» (Киев)         | Батраз Борукаев Вооружённые Силы (Тамбов)     |
| Тяжёлый вес       | Александр Медведь «Буревестник» (Минск)      | Евгений Надеждин Вооружённые Силы (Москва) | Валентин Попов «Спартак» (Баку)               |